# 洪卡約基

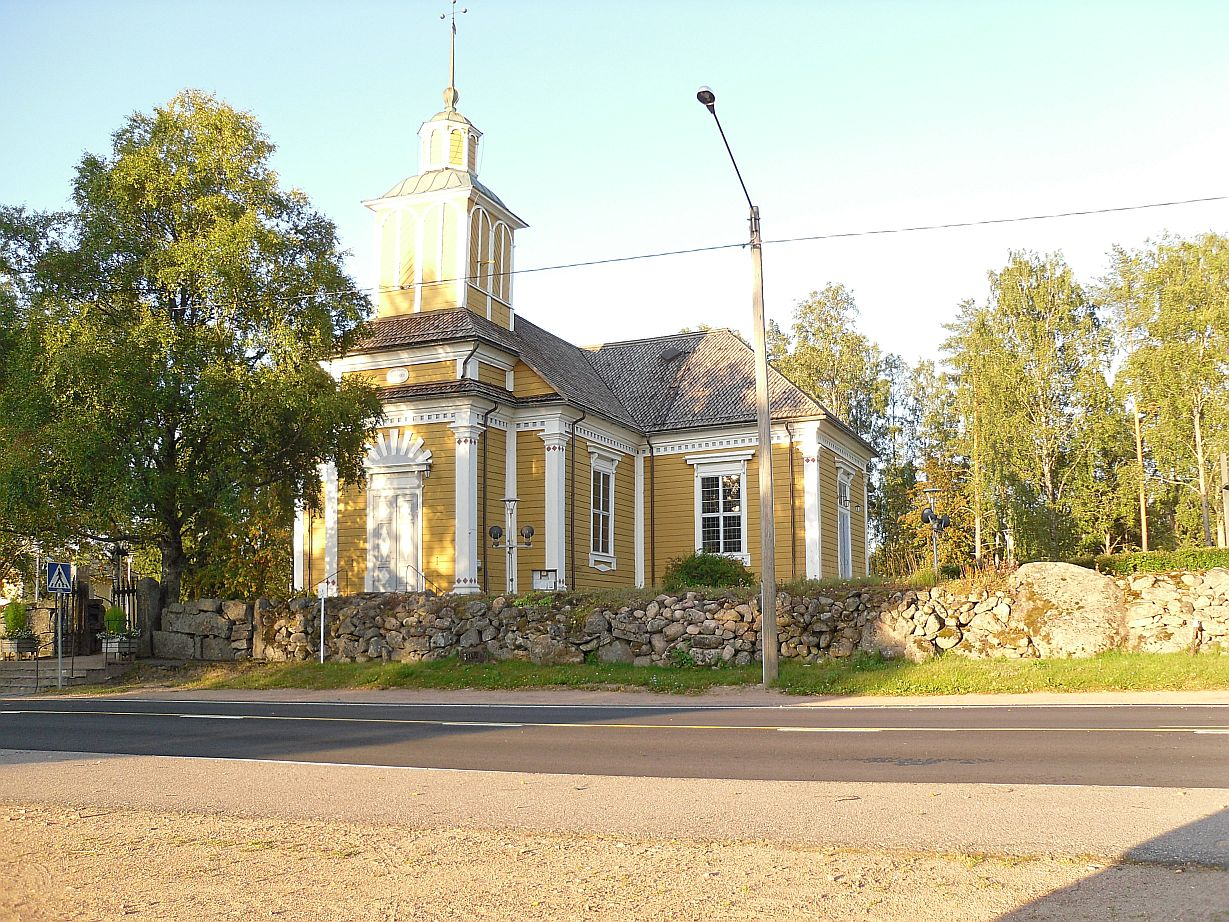
洪卡約基教堂

洪卡約基（芬蘭語：Honkajoki）是芬蘭已废置的一个市鎮，位於該國西南部，在薩塔昆塔區内，距離波里70公里，始建於1867年，面積333.02平方公里，2013年人口1,836，人口密度為每平方公里5.54人。
2021年1月1日，洪卡約基并入坎康佩市。

## 外部連結
- 坎康佩市官方网站 （页面存档备份，存于） （文） （英文）